# Elbe-Parey
Elbe-Parey es un municipio situado en el distrito de Jerichower Land, en el estado federado de Sajonia-Anhalt (Alemania), a una altitud de 32 metros. Su población a finales de 2015 era de unos 7000 habitantes y su densidad poblacional, 64 hab/km².
Se encuentra a la orilla del río Elba.